# یواس‌اس اسلا (ای‌کی-۱۳۷)
یواس‌اس اسلا (ای‌کی-۱۳۷) (به انگلیسی: USS Ascella (AK-137)) یک کشتی بود که طول آن ۴۴۱ فوت ۶ اینچ (۱۳۴٫۵۷ متر) بود. این کشتی در سال ۱۹۴۳ ساخته شد.